# Duesaigües
Duesaigües – gmina w Hiszpanii, w prowincji Tarragona, w Katalonii, o powierzchni 13,63 km². W 2011 roku gmina liczyła 241 mieszkańców.